# Mistrzostwa Afryki w Piłce Siatkowej Mężczyzn 1989
VII Mistrzostwa Afryki w piłce siatkowej mężczyzn odbyły się w miejscowości Abidżan (Wybrzeże Kości Słoniowej). W mistrzostwach brały udział cztery reprezentacje. Reprezentacja Kamerunu zdobyła swój pierwszy złoty medal mistrzostw Afryki. 

## Klasyfikacja końcowa
| Miejsce | Reprezentacja            |
| ------- | ------------------------ |
|         | Kamerun                  |
|         | Algieria                 |
|         | Egipt                    |
| 4.      | Wybrzeże Kości Słoniowej |